# Chūgānlū
Chūgānlū (persiska: چوگانلو) är en ort i Iran.   Den ligger i provinsen Östazarbaijan, i den nordvästra delen av landet, 400 km väster om huvudstaden Teheran. Chūgānlū ligger 1 831 meter över havet och antalet invånare är 274.
Terrängen runt Chūgānlū är kuperad västerut, men österut är den platt. Chūgānlū ligger nere i en dal.Runt Chūgānlū är det ganska glesbefolkat, med 22 invånare per kvadratkilometer. Närmaste större samhälle är Khvājeh Shāhī, 13,6 km norr om Chūgānlū. Trakten runt Chūgānlū består i huvudsak av gräsmarker.